# 腔軀龍屬
腔軀龍屬（學名：Antrodemus）是獸腳亞目恐龍的一屬，是由
美國古生物學家約瑟夫·萊迪在1870年敘述、命名，化石是發現於莫里遜組的骨頭碎片。雖然這些標本非常可能是屬於異特龍的，但是由於正模標本過於破碎而無法確定。腔軀龍通常被認為是一個疑名，缺乏學術上的有效性。

## 外部連結
- The Theropod Database